# Рушайло Володимир Борисович
Володимир Борисовис Рушайло (рос. Влади́мир Бори́сович Руша́йло, 28 липня 1953, Моршанськ, Тамбовська область, РРФСР) — радянський та російський політично-військовий діяч, міністр внутрішніх справ Росії, секретар ради безпеки Росії. Генерал-полковник (1999), Герой Російської федерації.

## Життєпис
Народився 28 липня в Моршанську Тамбоської області в родині Бориса Юхимовича Рушайла, офіцера-співробітника радіотехнічних військ.
Закінчив Омську академію МВС та Академію управління МВС Росії. Починав кар'єру з розслідувань квартирних крадіжок, в 1981 перевівся до відділу по рослідуваню вбиств, в 1986 назначений на посаду заступника, в 1988 був назначений керівником 6-го відділу по боротьбі з бандитизмом та організованими злочинами.
Пізніше працював керівником у московському відділі головному управлінні МВС Росії.
Через деякий час на назначений на посаду радника по юридичних питанях та безпеки голови Ради федерації Федеральних зборів Росії Єгора Строєва.
9 травня 1998 року за наказом президента Єльцина був назначений заступником міністра внутрішніх справ Росії. Через рік посів місце міністра внутрішніх справ Росії та через місяць став членом Ради безпеки Російської Федерації.
З серпня 1999 року керував бойовими операціями окупаційних федеральних військ проти чеченських збройних сил та повстанців на території Дагестану та Чечні.
27 жовтня того ж року, отримав звання Героя Російської федерації.
В 2004 році виконуючий секретар комітету СНД.
6 серпня 2014 року указом президента Росії був звільнений з військової служби.

## Родина
Одружений, має трьох синів.
- Олексій (1976), випускник Академії ФСБ Російської Федерації, колишній працівник Служби зовнішньої розвідки РФ.
- Андрій (1980), випускник вищої школи поліції.
- Ілля (1988), співпрацівник ФСБ РФ.